# Luiz Váez de Torres

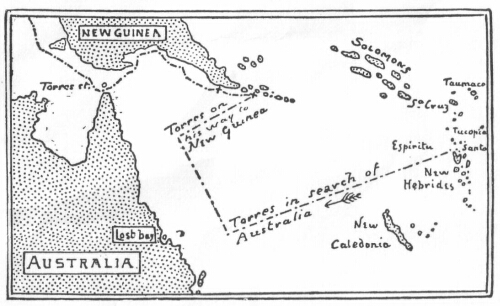
Karte der Route entlang Neuguineas und Nordostaustraliens

Luis Váez de Torres (* 1565; † 1610) war ein Seefahrer und Entdecker in spanischen Diensten. Seine Herkunft ist bis dato unbekannt; er war entweder Portugiese oder stammte aus Galicien oder der Bretagne.
1605 kommandierte Torres das zweite Schiff San Pedrico in einer Expedition unter Pedro Fernández de Quirós, die von Peru aus den Pazifik erkundete. Die beiden entdeckten zahlreiche Inseln. Im Oktober des Jahres 1606 trennten sich die Wege von Torres und Quiros. Torres segelte weiter bis an die Südküste Neuguineas, die er als erster Europäer erforschte. Ein weiteres Ziel war die Meeresstraße zwischen Neuguinea und der Nordspitze Australiens, die er ebenfalls als erster Europäer passierte.
Der Niederländer Willem Jansz, der etwa sechs Monate vor Torres mit der Duyfken in diesem Gebiet segelte, ging davon aus, dass die australische Kap-York-Halbinsel, wo er gelandet war, zu Neuguinea gehört. Die Meeresstraße wurde deshalb zu Ehren des Erstdurchseglers Torres-Straße und die dortigen Inseln Torres Strait Islands genannt.
Die gesammelten Berichte von Torres wurden lange Zeit von den spanischen Kolonialherren geheim gehalten, bis die Engländer sie nach der Eroberung Manilas 1762 erbeuteten. Der schottische Geograph Alexander Dalrymple erkannte die Bedeutung der Dokumente und veröffentlichte Torres’ Entdeckung in seinem Werk An Account of the Discoveries made in the South Pacifick Ocean previous to 1764, privat verlegt in London 1767. Ein Grund dafür, dass Torres’ letzte Entdeckungen anfänglich wenig Beachtung fanden, mag wohl der Umstand gewesen sein, dass er höchstwahrscheinlich nicht mehr nach Peru und Spanien zurückkehrte, nachdem er am 22. Mai 1607 in Manila angekommen war. Torres starb möglicherweise drei Jahre später.